# Xanthorhoe trusa
Xanthorhoe trusa là một loài bướm đêm trong họ Geometridae.